# Anosia paradoxa
Anosia paradoxa är en fjärilsart som beskrevs av Johannes Karl Max Röber 1939. Anosia paradoxa ingår i släktet Anosia och familjen praktfjärilar. Inga underarter finns listade i Catalogue of Life.